# Молодогвардейское (Калининградская область)
Молодогвардейское (бывш. нем. Finken, Финкен) — посёлок в Светлогорском районе Калининградской области. Входит в состав Донского городского поселения.

## История
Датой основания поселения считается 16 июля 1857 года. Название переводится с прусского языка как «зяблик».
До 1945 года посёлок Финкен входил в состав Восточной Пруссии, Германия. С 1945 года входил в состав РСФСР. В 1946 году посёлок Финкен был переименован в Молодогвардейское.

## Население
| 2002 | 2010 |
| ---- | ---- |
| 1    | ↗4   |